# Prima Categoria Emilia-Romagna 1959-1960
Il campionato di calcio di Prima Categoria 1959-1960 è stato il massimo torneo dilettantistico italiano di quell'annata. A carattere regionale, fu il primo con questo nome dopo la riforma voluta da Zauli del 1958.
I campioni regionali venivano promossi in Serie D, mentre ogni altro dettaglio organizzativo era stato devoluto al Comitato Regionale Emiliano per la regione Emilia-Romagna.

## Girone A

### Squadre partecipanti
| Squadra                           | Città (provincia)             | Stagione 1958-1959                  |
| --------------------------------- | ----------------------------- | ----------------------------------- |
| A.S. Agomagico                    | Miramare di Rimini (FO)       | ?° in Prima Divisione, gir.A        |
| A.S.C.A.R. Bellaria               | Bellaria-Igea Marina (FO)     | 8° in Campionato Dilettanti, gir.A  |
| U.S. Castelbolognese              | Castelbolognese (BO)          | 11° in Campionato Dilettanti, gir.A |
| F.C. Cattolica                    | Cattolica (FO)                | ?° in Prima Divisione, gir.A        |
| U.S. Cesenatico "Alfiero Moretti" | Cesenatico (FO)               | 2° in Campionato Dilettanti, gir.A  |
| A.P. "Ebro Masotti"               | Predappio (FO)                | 15° in Campionato Dilettanti, gir.A |
| C.A. Faenza Sez.Calcio            | Faenza (RA)                   | 18° in IV Serie, gir.D              |
| A.C. Forlimpopoli                 | Forlimpopoli (FO)             | 16° in Campionato Dilettanti, gir.A |
| U.S. "Mario Saetti"               | Savio di Cervia (RA)          | 4° in Campionato Dilettanti, gir.A  |
| U.S. Meldolese                    | Meldola (FO)                  | 6° in Campionato Dilettanti, gir.A  |
| A.S. Pan Provimi                  | Savignano sul Rubicone (FO)   | ?° in Prima Divisione, gir.A        |
| A.C. Riccione                     | Riccione (FO)                 | 1° in Campionato Dilettanti, gir.A  |
| Pol. Rumagna                      | Cesena (FO)                   | ?° in Prima Divisione, gir.A        |
| U.S. Russi                        | Russi (RA)                    | 6° in Campionato Dilettanti, gir.A  |
| S.S. Sammaurese                   | San Mauro Pascoli (FO)        | 4° in Campionato Dilettanti, gir.A  |
| A.S. Santarcangiolese             | Santarcangelo di Romagna (FO) | ?° in Prima Divisione, gir.A        |

### Classifica finale
|  | Pos. | Squadra                  | Pt  | G   | V   | N   | P   | GF  | GS  | DR  |
|  | ---- | ------------------------ | --- | --- | --- | --- | --- | --- | --- | --- |
|  | 1.   | Faenza                   | 46  | 30  | 21  | 4   | 5   | 67  | 19  | +48 |
|  | 2.   | Riccione                 | 46  | 30  | 19  | 8   | 3   | 66  | 29  | +37 |
|  | 3.   | "Mario Saetti" Savio     | 39  | 30  | 16  | 7   | 7   | 71  | 36  | +35 |
|  | 4.   | Sammaurese               | 35  | 30  | 13  | 9   | 8   | 31  | 23  | +8  |
|  | 4.   | Cattolica                | 35  | 30  | 15  | 5   | 10  | 47  | 40  | +7  |
|  | 6.   | Russi                    | 34  | 30  | 13  | 8   | 9   | 53  | 38  | +15 |
|  | 7.   | A.S.C.A.R. Bellaria      | 33  | 30  | 14  | 5   | 11  | 62  | 46  | +16 |
|  | 8.   | Rumagna                  | 29  | 30  | 11  | 7   | 12  | 34  | 38  | -4  |
|  | 9.   | Santarcangiolese         | 27  | 30  | 9   | 9   | 12  | 38  | 40  | -2  |
|  | 10.  | Forlimpopoli             | 25  | 30  | 8   | 9   | 13  | 41  | 45  | -4  |
|  | 10.  | Cesenatico               | 25  | 30  | 8   | 9   | 13  | 37  | 46  | -9  |
|  | 10.  | "Ebro Masotti" Predappio | 25  | 30  | 9   | 7   | 14  | 44  | 63  | -19 |
|  | 10.  | Agomagico                | 25  | 30  | 10  | 5   | 15  | 38  | 57  | -19 |
|  | 14.  | Meldolese                | 23  | 30  | 9   | 5   | 16  | 36  | 64  | -28 |
|  | 15.  | Pan Provimi              | 20  | 30  | 4   | 12  | 14  | 23  | 55  | -32 |
|  | 16.  | Castelbolognese          | 13  | 30  | 3   | 7   | 20  | 21  | 70  | -49 |
|  |      |                          | 480 | 480 | 182 | 116 | 182 | 709 | 709 | 0   |

Legenda:
      Ammessa alle finali regionali.
      Retrocessa in Seconda Categoria.
Note:
Due punti a vittoria, uno a pareggio, zero a sconfitta.
Pari merito in caso di pari punti.
Spareggio in caso di pari punti in zona promozione e retrocessione.
Meldolese e Pan Provimi retrocesse, poi ripescate.

## Girone B

### Squadre partecipanti
| Squadra                  | Città (provincia)    | Stagione 1958-1959                  |
| ------------------------ | -------------------- | ----------------------------------- |
| U.S. Alfonsinese         | Alfonsine (RA)       | 9° in Campionato Dilettanti,gir.A   |
| Pol. Argenta             | Argenta (FE)         | 4° in Campionato Dilettanti, gir.B  |
| U.S. Bondenese           | Bondeno (FE)         | 8° in Campionato Dilettanti,gir.B   |
| U.S. Codigorese          | Codigoro (FE)        | ?° in Prima Divisione, gir.?        |
| U.S. Comacchiese         | Comacchio (FE)       | 9° in Campionato Dilettanti, gir.B  |
| C.S.C. Filo              | Argenta (FE)         | ?° in Prima Divisione, gir.?        |
| A.C. "Francesco Baracca" | Lugo di Romagna (RA) | 17° in IV Serie, gir.D              |
| U.S. Fusignanese         | Fusignano (RA)       | 12° in Campionato Dilettanti, gir.A |
| A.C. Massalombarda       | Massa Lombarda (RA)  | 3° in Campionato Dilettanti, gir.A  |
| U.S. Mezzano             | Ravenna              | 14° in Campionato Dilettanti, gir.A |
| S.P. Molinella           | Molinella (BO)       | 3° in Campionato Dilettanti, gir.B  |
| S.P. Portuense           | Portomaggiore (FE)   | 5° in Campionato Dilettanti, gir.B  |
| A.C. Pro Lugo            | Lugo di Romagna (RA) | 13° in Campionato Dilettanti, gir.A |
| Pol. Sabbioncellese      | Copparo (FE)         | 10° in Campionato Dilettanti, gir.B |
| U.S. Villanova           | Bagnacavallo (RA)    | ?° in Prima Divisione, gir.?        |
| A.C. Voltana             | Lugo di Romagna (RA) | ?° in Prima Divisione, gir.?        |

### Classifica finale
|  | Pos. | Squadra        | Pt  | G   | V   | N   | P   | GF  | GS  | DR  |
|  | ---- | -------------- | --- | --- | --- | --- | --- | --- | --- | --- |
|  | 1.   | Argenta        | 47  | 30  | 19  | 9   | 2   | 59  | 22  | +37 |
|  | 2.   | Molinella      | 41  | 30  | 15  | 11  | 4   | 64  | 24  | +40 |
|  | 3.   | Bondenese      | 38  | 30  | 15  | 8   | 7   | 51  | 33  | +18 |
|  | 4.   | Comacchiese    | 37  | 30  | 12  | 13  | 5   | 40  | 26  | +14 |
|  | 5.   | Baracca Lugo   | 35  | 30  | 13  | 9   | 8   | 37  | 28  | +9  |
|  | 6.   | Mezzano        | 31  | 30  | 12  | 7   | 11  | 58  | 46  | +12 |
|  | 6.   | Alfonsinese    | 31  | 30  | 10  | 11  | 9   | 46  | 45  | +1  |
|  | 8.   | Filo           | 30  | 30  | 10  | 10  | 10  | 42  | 46  | -4  |
|  | 9.   | Pro Lugo       | 28  | 30  | 10  | 8   | 12  | 42  | 45  | -3  |
|  | 9.   | Codigorese     | 28  | 30  | 10  | 8   | 12  | 46  | 59  | -13 |
|  | 11.  | Portuense      | 27  | 30  | 9   | 9   | 12  | 42  | 46  | -4  |
|  | 12.  | Fusignanese    | 26  | 30  | 9   | 8   | 13  | 36  | 41  | -5  |
|  | 13.  | Massalombarda  | 25  | 30  | 10  | 5   | 15  | 37  | 45  | -8  |
|  | 13.  | Villanova      | 25  | 30  | 8   | 9   | 13  | 45  | 52  | -7  |
|  | 15.  | Voltana        | 21  | 30  | 6   | 9   | 15  | 44  | 76  | -32 |
|  | 16.  | Sabbioncellese | 10  | 30  | 1   | 8   | 21  | 27  | 82  | -55 |
|  |      |                | 480 | 480 | 169 | 142 | 169 | 716 | 716 | 0   |

Legenda:
      Ammessa alle finali regionali.
      Retrocessa in Seconda Categoria.
Note:
Due punti a vittoria, uno a pareggio, zero a sconfitta.
Pari merito in caso di pari punti.
Spareggio in caso di pari punti in zona promozione e retrocessione.
Spareggio per il 13. Posto: Massalombarda-Villanova 1-0 (a Russi).
Villanova e Voltana retrocesse, poi ripescate.

## Girone C

### Squadre partecipanti
| Squadra                      | Città (provincia)              | Stagione 1958-1959                  |
| ---------------------------- | ------------------------------ | ----------------------------------- |
| G.S. Bagnolese               | Bagnolo in Piano (BO)          | 14° in Campionato Dilettanti, gir.C |
| A.C. Carpi                   | Carpi (MO)                     | 16° in IV Serie, gir.C              |
| S.S. Casalecchio             | Casalecchio di Reno (BO)       | 7° in Campionato Dilettanti, gir.B  |
| Centese Calcio               | Cento (FE)                     | 12° in Campionato Dilettanti, gir.B |
| U.S. Correggese Mangimi Coop | Correggio (RE)                 | 12° in Campionato Dilettanti, gir.C |
| F.C. Finale                  | Finale Emilia (MO)             | ?° in Prima Divisione, gir.?        |
| A.C. Panigal                 | Borgo Panigale (BO)            | 16° in Campionato Dilettanti, gir.B |
| A.C. Pejo (EX Ina)           | Bologna (BO)                   | 13° in Campionato Dilettanti, gir.B |
| A.C. Persicetana             | San Giovanni in Persiceto (BO) | 14° in Campionato Dilettanti, gir.B |
| S.C. Progresso               | Castel Maggiore (BO)           | 5° in Campionato Dilettanti, gir.B  |
| Soc. Salus                   | Bologna (BO)                   | 10° in Campionato Dilettanti, gir.B |
| Sassuolo F.C.                | Sassuolo (MO)                  | 8° in Campionato Dilettanti, gir.C  |
| U.S. Scandianese             | Scandiano (RE)                 | 11° in Campionato Dilettanti, gir.C |
| S.S. C.R.A.L. Tranvieri      | Bologna (BO)                   | 15° in IV Serie, gir.D              |
| Pol. Vergatese               | Vergato (BO)                   | ?° in Prima Divisione, gir.?        |
| U.S. Vignolese               | Vignola (MO)                   | 2° in Campionato Dilettanti, gir.B  |

### Classifica finale
|  | Pos. | Squadra                 | Pt  | G   | V   | N   | P   | GF  | GS    | DR  |
|  | ---- | ----------------------- | --- | --- | --- | --- | --- | --- | ----- | --- |
|  | 1.   | Vignolese               | 52  | 30  | 23  | 6   | 1   | 62  | 17    | +45 |
|  | 2.   | Carpi                   | 50  | 30  | 22  | 6   | 2   | 76  | 21    | +55 |
|  | 3.   | Sassuolo                | 44  | 30  | 18  | 8   | 4   | 63  | 28    | +35 |
|  | 4.   | Persicetana             | 40  | 30  | 16  | 8   | 6   | 52  | 27    | +25 |
|  | 5.   | Vergatese               | 32  | 30  | 13  | 6   | 11  | 45  | 49    | -4  |
|  | 6.   | C.R.A.L. Tranvieri      | 31  | 30  | 11  | 9   | 10  | 43  | 44    | -1  |
|  | 7.   | Centese                 | 29  | 30  | 10  | 9   | 11  | 40  | 40    | 0   |
|  | 7.   | Pejo Bologna            | 29  | 30  | 10  | 9   | 11  | 42  | 47    | -5  |
|  | 9.   | Progresso               | 26  | 30  | 9   | 8   | 13  | 38  | 42    | -4  |
|  | 10.  | Correggese Mangimi Coop | 25  | 30  | 7   | 11  | 12  | 33  | 34    | -1  |
|  | 11.  | Scandianese ( -1)       | 24  | 30  | 6   | 13  | 11  | 37  | 46    | -9  |
|  | 12.  | Salus Bologna           | 22  | 30  | 7   | 8   | 15  | 39  | 48    | -9  |
|  | 13.  | Panigal                 | 21  | 30  | 7   | 7   | 16  | 43  | 71    | -28 |
|  | 13.  | Bagnolese               | 21  | 30  | 8   | 5   | 17  | 37  | 57-20 |     |
|  | 15.  | Casalecchio             | 18  | 30  | 6   | 6   | 18  | 32  | 66    | -34 |
|  | 16.  | Finale                  | 15  | 30  | 6   | 3   | 21  | 39  | 84    | -45 |
|  |      |                         | 479 | 480 | 179 | 122 | 179 | 721 | 721   | 0   |

Legenda:

      Ammesso alle finali regionali.
  Retrocesso e in seguito riammesso.
      Retrocesso in Prima Divisione.
Note:

Due punti a vittoria, uno a pareggio, zero a sconfitta.
Pari merito in caso di pari punti.
Spareggio per il 13. Posto: Panigal-Bagnolese 2-0 (a Sassuolo).
Bagnolese e Casalecchio retrocesse, poi ripescate.

## Girone D

### Squadre partecipanti
| Squadra              | Città (provincia)              | Stagione 1958-1959                  |
| -------------------- | ------------------------------ | ----------------------------------- |
| U.S. Asolana         | Asola (MN)                     | 1° in Prima Divisione, gir.G        |
| G.S. Bozzolese       | Bozzolo (MN)                   | 10° in Campionato Dilettanti, gir.C |
| A.S. Brescello       | Brescello (RE)                 | 3° in Campionato Dilettanti, gir.C  |
| A.C. Castel d'Ario   | Castel d'Ario (MN)             | 3° in Prima Divisione, gir.H        |
| U.S. Fabbrico        | Fabbrico (RE)                  | 16° in Campionato Dilettanti, gir.C |
| A.C. Fidenza         | Fidenza (PR)                   | 2° in Campionato Dilettanti, gir.C  |
| U.S. Governolese     | Governolo di Roncoferraro (MN) | 13° in Campionato Dilettanti, gir.C |
| S.S. Luzzarese       | Luzzara (RE)                   | 5° in Campionato Dilettanti, gir.C  |
| Pol. Marmirolo       | Marmirolo (MN)                 | 4° in Campionato Dilettanti, gir.C  |
| Pejo Ostiglia F.B.C. | Ostiglia (MN)                  | 4° in Prima Divisione, gir.H        |
| U.S. Povigliese      | Poviglio (RE)                  | ?° in Prima Divisione, gir.?        |
| S.C. Rapid           | Parma                          | 8° in Campionato Dilettanti, gir.C  |
| U.S. Reggiolo        | Reggiolo (RE)                  | 7° in Campionato Dilettanti, gir.C  |
| Suzzara F.B.C.       | Suzzara (MN)                   | 6° in Campionato Dilettanti, gir.C  |
| U.C. Viadanese       | Viadana (MN)                   | 1° in Campionato Dilettanti, gir.C  |
| U.S. Villimpentese   | Villimpenta (MN)               | 1° in Prima Divisione, gir.H        |

### Classifica finale
|  | Pos. | Squadra       | Pt  | G   | V   | N   | P   | GF  | GS  | DR  |
|  | ---- | ------------- | --- | --- | --- | --- | --- | --- | --- | --- |
|  | 1.   | Viadanese     | 45  | 30  | 20  | 5   | 5   | 61  | 35  | +26 |
|  | 2.   | Suzzara       | 42  | 30  | 18  | 6   | 6   | 75  | 35  | +40 |
|  | 3.   | Governolese   | 41  | 30  | 17  | 7   | 6   | 63  | 27  | +36 |
|  | 4.   | Fidenza       | 38  | 30  | 15  | 8   | 7   | 61  | 36  | +25 |
|  | 5.   | Luzzarese     | 34  | 30  | 12  | 10  | 8   | 51  | 38  | +13 |
|  | 6.   | Brescello     | 32  | 30  | 13  | 6   | 11  | 46  | 40  | +6  |
|  | 6.   | Asolana       | 32  | 30  | 11  | 10  | 9   | 62  | 66  | -4  |
|  | 8.   | Marmirolo     | 31  | 30  | 9   | 13  | 8   | 40  | 39  | +1  |
|  | 9.   | Casteldario   | 28  | 30  | 11  | 6   | 13  | 40  | 49  | -9  |
|  | 10.  | Villimpentese | 27  | 30  | 10  | 7   | 13  | 34  | 43  | -9  |
|  | 11.  | Bozzolese     | 26  | 30  | 11  | 4   | 15  | 51  | 55  | -4  |
|  | 12.  | Reggiolo      | 25  | 30  | 9   | 7   | 14  | 41  | 51  | -10 |
|  | 13.  | Povigliese    | 24  | 30  | 8   | 8   | 14  | 44  | 59  | -15 |
|  | 14.  | Pejo Ostiglia | 23  | 30  | 8   | 7   | 15  | 35  | 60  | -25 |
|  | 15.  | Fabbrico      | 18  | 30  | 5   | 8   | 17  | 30  | 62  | -32 |
|  | 16.  | Rapid Parma   | 14  | 30  | 4   | 6   | 20  | 31  | 70  | -39 |
|  |      |               | 480 | 480 | 181 | 118 | 181 | 765 | 765 | 0   |

Legenda:
      Ammessa alle finali regionali.
      Retrocessa in Seconda Categoria.
Note:
Due punti a vittoria, uno a pareggio, zero a sconfitta.
Pari merito in caso di pari punti.
Spareggio in caso di pari punti in zona promozione e retrocessione.
Fidenza rinuncia 1' Categoria - disputa 2' categoria.
Pejo Ostiglia retrocessa, poi ripescata.

## Finali regionali

### Semifinali
- Andata 29/5/1960
- Viadana-Vignolese 2-0
- Argentana-Faenza 2-0

- Ritorno 5/6/1960
- Vignolese-Viadana 1-4
- Faenza-Argentana 1-1

### Finali
- Argentana -  Viadana 1 - 1 dopo i tempi supplementari

## Verdetti finali
- Argentana vincente per lancio della monetina e promossa in Serie D 1960-1961.